# Чилболтонська обсерваторія
Чилболтонська обсерваторія — науково-дослідна установа в галузі атмосферних наук і поширення радіохвиль, розташована на околиці села Чилболтон поблизу Стокбріджа в Гемпширі в Англії. Вона управляється Дослідницьким відділом радіозв’язку лабораторії Резерфорда — Еплтона та є частиною Ради науково-технічних установ.
Станом на 2007 рік інструменти обсерваторії включають: доплерівський метеорологічний радар S-діапазону під назвою CAMRa (Chilbolton Advanced Meteorological Radar, удосконалений метеорологічний радар Chilbolton), радар чистого повітря L-діапазону, бістатичний радар хмарного покриву W-діапазону, ультрафіолетовий лідар Рамана, кілька радіометрів Ka-діапазону та опадомірів. В обсерваторії також розташована британська станція LOFAR.

## Історія
Будівництво Чилболтонської обсерваторії почалося в 1963 році. Вона була побудована частково на місці списаної в 1946 році авіабази Повітряних сил Великої Британії у Чилболтоні, щоб служити місцем для радіотелескопа Ku-діапазону. Розглядалось кілька місць на південному сході Англії, але Чилболтон на краю Солсберійської рівнини забезпечував чудову горизонтальну видимість, а його відносна віддаленість від головних доріг створювала мінімальні перешкоди для сигналів радарів від автомобілів.
Прилад був введений в експлуатацію в квітні 1967 року, але лише через кілька місяців азимутальний пеленг антени зазнав катастрофічного збою. Компанія General Electric відремонтувала підшипник і розробила систему заміни дефектної частини, залишаючи 400-тонну антену на місці.
Антена діаметром 25 метрів тепер використовується для метеорологічних радарів діапазонів S і L.

## Інструменти
Чилболтонська обсерваторія є місцем розташування найбільшого в світі повністю рухомого метеорологічного радара, інших радарів, лідарів, радіометрів і поверхневих метеорологічних приладів. Вона також використовує 25-метрову антену метеорологічного радара та антени діаметрами 4,5 м і 6,1 м для відстеження та визначення характеристик супутників на навколоземній орбіті разом з іншими антенами лабораторії Резерфорда — Еплтона. З 2010 року в Чилболтонській обсерваторії розміщується компонент Європейського радіотелескопа LOFAR.

### CAMRa
CAMRa (Chilbolton Advanced Meteorological Radar, удосконалений метеорологічний радар Chilbolton) — найбільший у світі повністю рухомий метеорологічний радар. Антена діаметром 25 метрів випромінює несучу хвилю на частоті 3 ГГц (діапазон S), що дає їй надзвичайно вузький промінь із апертурою лише 0,25 градуса. CAMRa кілька разів вдосконалювався для вимірювання нових параметрів. Більша частина фінансування радарів надходить від колишнього Агентства радіозв’язку Великобританії, нині OfCom, і радар використовується для розробки та тестування моделей розповсюдження радіохвиль для проєктування систем наземного та супутникового зв’язку.
З 1970-х років радар має можливість передавати та приймати горизонтально та вертикально поляризовані імпульси, що дає можливість визначити форму і напрямок опадів і їхній тип. Аналіз доплерівського зсуву також дозволяє отримати радіальну складову поля вітру.
У 1980-х роках CAMRa був суттєво модернізований для прийому хвиль, що надходять від однієї осі поляризації, приймачем іншої поляризації. Цей параметр чутливий до форми частинок, діелектричної проникності та орієнтації відносно площини поляризації радара, що дає можливість визначати тип опадів. Ще одне вдосконалення було здійснено в 1992-1993 роках.

### Радари міліметрової хмарності
Міліметровий хмарний радар Copernicus на частоті 35 ГГц (довжина хвилі 9 мм) — це повністю когерентний доплерівський радар із подвійною поляризацією і стисканням імпульсів. Він встановлений на стаціонарному монтуванні і має параболічну антену діаметром 2,4 м.
Радар розроблений як доповнення до радара Galileo (94 ГГц, 3 мм) для спостереження за мікрофізикою хмар. Обидва радари надають дані вимірювань у реальному часі, які можна переглянути на веб-сайті Чилболтонської обсерваторії.
Одночасна робота двох міліметрових хмарних радарів з різними частотами дозволяє визначати вміст рідкої води в хмарах, вимірюючи різницю параметрів між їхніми відлуннями.

### Супутникові приймачі
Чотири супутникові приймальні антени розташовані на двох майданчиках у рамках дослідницької групи RAL. Лабораторія Резерфорда Епплтона в Гарвелі має антени діаметрами 2,4 і 12 м, а Чилболтон використовує антени діаметрами 4,5 і 6,1 м на додаток до антени CAMRa. Відстань між двома майданчиками становить 40 км, що забезпечує резервування операцій. Вони використовуються для прийому сигналів із супутників і телеметрії об'єктів на орбіті Землі.

### Станція LOFAR

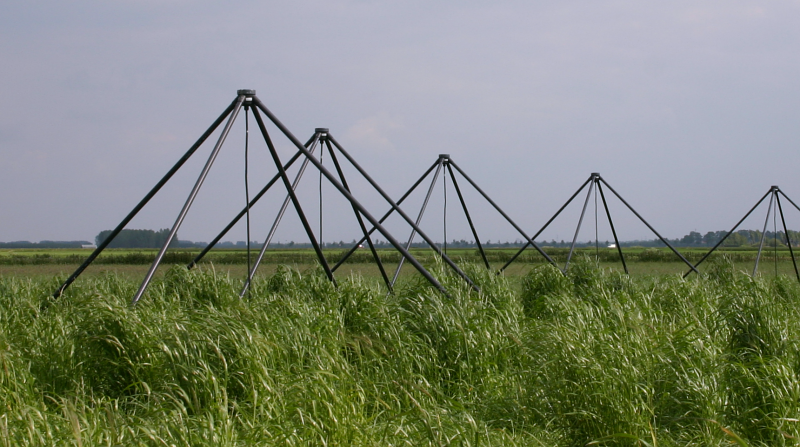
Стандартні антени LOFAR.

Для проведення радіозйомки неба з високою роздільною здатністю антени LOFAR розташовуються в окремих станціях на ділянці понад 1000 км в діаметрі. Однією з таких станцій є Чилболтон, який містить 96 високочастотних і 96 низькочастотних антен LOFAR і 96 цифрових приймальних блоків. Зібрані радіосигнали надсилаються по оптичному волокну на суперкомп’ютер, розташований у Гронінгені (Нідерланди), який обробляє інтерферометричні дані, надіслані всіма станціями.